# Xeroderris
Xeroderris é um género botânico pertencente à família Fabaceae.